# Saint-Clair-de-la-Tour
Saint-Clair-de-la-Tour ist eine französische Gemeinde mit 3526 Einwohnern (Stand: 1. Januar 2022) im Département Isère in der Region Auvergne-Rhône-Alpes. Saint-Clair-de-la-Tour gehört zum Arrondissement La Tour-du-Pin und zum gleichnamigen Kanton La Tour-du-Pin.

## Geographie
Saint-Clair-de-la-Tour liegt am Fluss Bourbre als banlieue im Osten von La Tour-du-Pin. Umgeben wird Saint-Clair-de-la-Tour von den Nachbargemeinden La Chapelle-de-la-Tour im Norden, Faverges-de-la-Tour im Nordosten, La Bâtie-Montgascon im Osten, Saint-André-le-Gaz im Südosten, Saint-Didier-de-la-Tour im Süden sowie La Tour-du-Pin im Westen.
Die Autoroute A43 führt am südlichen Gemeinderand entlang.

## Bevölkerungsentwicklung
| Jahr                       | 1962 | 1968 | 1975 | 1982 | 1990 | 1999 | 2006 | 2017 |
| -------------------------- | ---- | ---- | ---- | ---- | ---- | ---- | ---- | ---- |
| Einwohner                  | 1996 | 1808 | 2244 | 2758 | 2565 | 2677 | 3065 | 3424 |
| Quellen: Cassini und INSEE |      |      |      |      |      |      |      |      |

## Sehenswürdigkeiten
- Straßenstein aus der gallorömischen Zeit, Monument historique